# Patrizio Oliva
Patrizio Oliva (Nápoles, 28 de enero de 1959) es un comentarista deportivo, actor y ex–boxeador italiano que se consagró campeón olímpico de los pesos superligeros y campeón mundial de los pesos wélter por la AMB.

## Carrera
Resultó subcampeón en el Campeonato Europeo de Boxeo Aficionado, al perder contra el soviético Serik Konakbayev en el torneo de Colonia 1979. Un año después tuvo su revancha ante Konakbayev en los Juegos Olímpicos de Moscú 1980, venciéndolo por puntos esta vez y consiguiendo la medalla de oro olímpica en la categoría de super ligero.

### Sacco vs. Oliva
El 15 de marzo de 1986 se enfrentó a Ubaldo Néstor Sacco, quien es considerado el boxeador más completo y habilidoso que dio su país, pero que luego de una larga historia de excesos, malos entrenamientos y problemas con la balanza, fue vencido por Oliva en los puntos, arrebatándole el título y consagrándose campeón del Mundo. Luego de esta derrota, Sacco abandonó el boxeo sin volver a subir profesionalmente a un cuadrilátero.

### Oliva vs. Coggi
El 4 de julio de 1987 perdió su título con el argentino Juan Martín Coggi, por KO en el tercer asalto.